# 일본의 국무대신
국무대신(일본어: 国務大臣 고쿠무다이진[*])이란 일본의 내각을 구성하는 대신이다. 각료, 각원이라고도 한다.

## 자격
일본국 헌법 제68조에서는 내각총리대신과 국무대신은 문민으로 한하고 있다. 또한 반수 이상을 국회의원으로 구성하도록 명시하고 있다. 이렇게 임명한 국무대신은 내각총리대신이 임의로 파면할 수 있다.

## 임명
내각총리대신은 국회에서 의결하여 지명한 뒤, 천황이 친임한다. 이에 비해 내각총리대신 이외의 국무대신은 내각총리대신이 임명하고 천황이 인증하게 되는데, 이를 인증관이라고 한다. 또한 천황이 친임하거나 인증하는 경우에 수여하는 서면 임명장에 해당하는 ‘관기(官記)’는 단지 내각총리대신이나 국무대신으로 임명하는 것이나 인증하는 것이며, 그 국무대신이 어떤 부서를 담당하는가에 대한 것은 인증이 끝나고 난 뒤 총리대신관저에서 내각총리대신이 발령하여 결정된다.
외교상의 경칭으로는 ‘대신 각하’로 지칭하고, 자신을 ‘본 대신’이라고 가리키게 되어 있다. 또한 방위를 비롯하여 전쟁과 관련된 부대를 담당하는 대신은 그 취임 및 퇴임시에 의장식을 갖는다.

## 파면
내각총리대신은 일본국 헌법 제68조에 의거하여 임의로 국무대신을 파면할 수 있다. 각의, 즉 내각회의는 만장일치를 원칙으로 하기 때문에, 내각총리대신은 안건에 반대하는 국무대신을 파면하여 각내의 의사 일치를 도모할 수 있다.
일본제국 헌법에서는 국무대신의 임면을 천황이 관장하고 있었으므로, 내각회의의 의사가 일치하지 않을 때에는 의견이 맞지 않는 측을 설득하는 수밖에 없었으며, 대체로 내각총사직으로 귀결되었다. 이러한 문제 때문에 일본국 헌법이 시행되면서 국무대신의 임면을 내각총리대신이 담당하게 되었다.

### 국무대신이 파면된 사례
국무대신을 파면한 사례는 단 4회가 존재한다(2007년 1월 12일 현재). 이는 내각총리대신이 파면권을 행사하여 실제로 국무대신을 파면하게 되면, 야당 측에서 수상의 임명 책임을 비판하기 때문에 권고에 의해 자발적으로 사임하는 경우가 대부분이기 때문이다.
| 파면일          | 내각                | 이름              | 직위         | 주요 이유 |
| --------------- | ------------------- | ----------------- | ------------ | --- |
| 1947년 11월 4일 | 가타야마 내각       | 히라노 리키조     | 농림대신     | 미곡가의 문제와 연합군 최고사령부의 의향. |
| 1953년 3월 3일  | 제4차 요시다 내각   | 히로카와 고젠     | 농림대신     | 요시다 시게루 총리가 중의원 예산위원회에서 니시무라 에이치 의원을 두고 “바보자식”이라고 한 발언이 문제가 되어 중의원에서 총리징벌안이 가결되고, 내각 불신임 결의안까지 제출되자 내각에서 중의원 해산을 결의하였을 때 내각회의에 불참. |
| 1986년 9월 9일  | 제3차 나카소네 내각 | 후지오 마사유키   | 문부대신     | “한일합방은 합의 후에 이루어진 것으로, 일본뿐 아니라 한국에도 책임이 있다”고 발언. |
| 2005년 8월 8일  | 제2차 고이즈미 내각 | 시마무라 요시노부 | 농림수산대신 | 우정 민영화 관련 법안이 참의원 본회의에서 부결된 후 내각이 중의원 해산을 결의했을 때 서명을 거부. |

## 지위 및 권한
일본국 헌법 제75조에서는 “국무대신은 그 재임 중 내각총리대신의 동의가 없으면 소추당하지 않는다”고 규정하고 있다. 또한 법률이나 정령에는 주임 국무대신의 서명을 필요로 하는 등의 권한을 갖는다. 다만 총리의 동의 없이도 체포된 전례는 있는데, 이는 도쿄지방법원이 “소추와 체포 및 구류는 관계가 없다”고 판단하여 체포영장을 교부했기 때문이다.
국무대신은 국회의 양원에 의석이 있는가의 여부에 관계없이, 의안에 대해 발언하기 위하여 국회에 출석할 수 있다. 또한 답변이나 설명을 위해 국회에서 출석을 요구할 때도 출석해야 한다.
국무대신은 재임 중에는 영리 기업의 임직원을 겸직하거나 공익법인 등의 임원 겸직을 금지하고 있다. 다만 공익법인의 보수없는 명예직은 제외하지만, 이때에도 내각총리대신에게 신고해야 한다. 또한 재임 중에는 주식 등의 유가증권이나 부동산, 골프회원권 등의 거래를 조심하여야 하며, 취임 당시에 보유하고 있던 주식이나 전환사채와 같은 유가증권은 신탁은행 등에 신탁하고, 재임 중의 해약이나 변경을 금지하고 있다. 또한 취임 및 퇴임시에는 본인과 그 배우자 및 자녀의 재산을 공개하며, 국무대신 본인이 국외로 갈 때에는 내각의 양해를 구해야 하며, 국내의 출장 및 여행시에도 내각총리대신의 허가가 필요하다.

## 국무대신의 종류
내각법에서는 내각총리대신을 제외하고, 14명 이내의 국무대신을 임명할 수 있으며, 특별히 필요가 있다고 인정될 때에는 17명 이내까지 임명할 수 있도록 되어있다.
- 내각총리대신 - 내각부의 수장.
- 총무대신 - 총무성의 수장.
- 법무대신 - 법무성의 수장.
- 외무대신 - 외무성의 수장.
- 재무대신 - 재무성의 수장.
- 문부과학대신 - 문부과학성의 수장.
- 후생노동대신 - 후생노동성의 수장.
- 농림수산대신 - 농림수산성의 수장.
- 경제산업대신 - 경제산업성의 수장.
- 국토교통대신 - 국토교통성의 수장.
- 환경대신 - 환경성의 수장.
- 방위대신 - 방위성의 수장.
- 부흥대신 - 부흥청의 수장.
- 디지털대신 - 디지털청의 수장.
- 내각관방장관 - 내각관방의 수장. 내각부도 총괄한다.
- 국가공안위원회 위원장 - 내각부의 외국(外局)인 국가공안위원회의 수장.
- 내각부 특명담당대신 - 필요가 있을 때 내각부에 설치되지만, 오키나와 및 북방대책담당과 금융담당은 반드시 설치되어야 한다.
- 무임소대신 - 이상의 어느 사무도 담당하지 않는 대신을 지칭. 무임소장관과 유사하다.

## 같이 보기
- 일본국 정부
  - 입법부
    - 국회
    - 참의원
    - 중의원

  - 행정부
    - 일본 내각
    - 내각총리대신

  - 사법부
    - 일본의 재판소
    - 일본 최고재판소